# عصير التفاح الباسكي
عصير التفاح الباسكي هو عصير تفاح من منطقة الباسك في أوروبا ويتم تقديمه في ساغاردوتيغي (بيوت عصير التفاح).يُعرف عصير التفاح باسم ساجاردوا، ويتم إنتاج عصير التفاح في المطبخ الباسكي في بيوت عصير التفاح في مناطق مثل أستيغاراغا، إسبانيا، وهي منطقة لزراعة التفاح.  ويباع في زجاجات، وهو مسطح (غير غازي)، ويسكب من الارتفاع. عجة سمك القد المملحة هي طبق تقليدي يتم تناوله في منازل عصير التفاح الباسكي.  كما يتم تقديم جيلي السفرجل والمكسرات بالإضافة إلى شرائح اللحم.
يشبه إنتاج عصير التفاح الباسكي صناعة النبيذ في نواحٍ عديدة.  يبدأ حصاد التفاح في شهري سبتمبر وأكتوبر لتحضير المادة الخام لتخمير البراميل.  ثم يتم تخمير عصير التفاح حتى منتصف الربيع.  بالمقارنة مع صناعة النبيذ الطبيعي، لا يضيف مصنعو عصير التفاح الباسكي أي خميرة تجارية.  التخمير التلقائي هو الطريقة المفضلة لإنتاج عصير التفاح في منطقة الباسك.

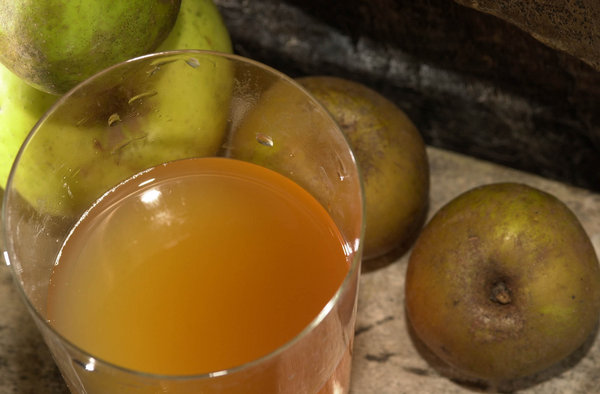

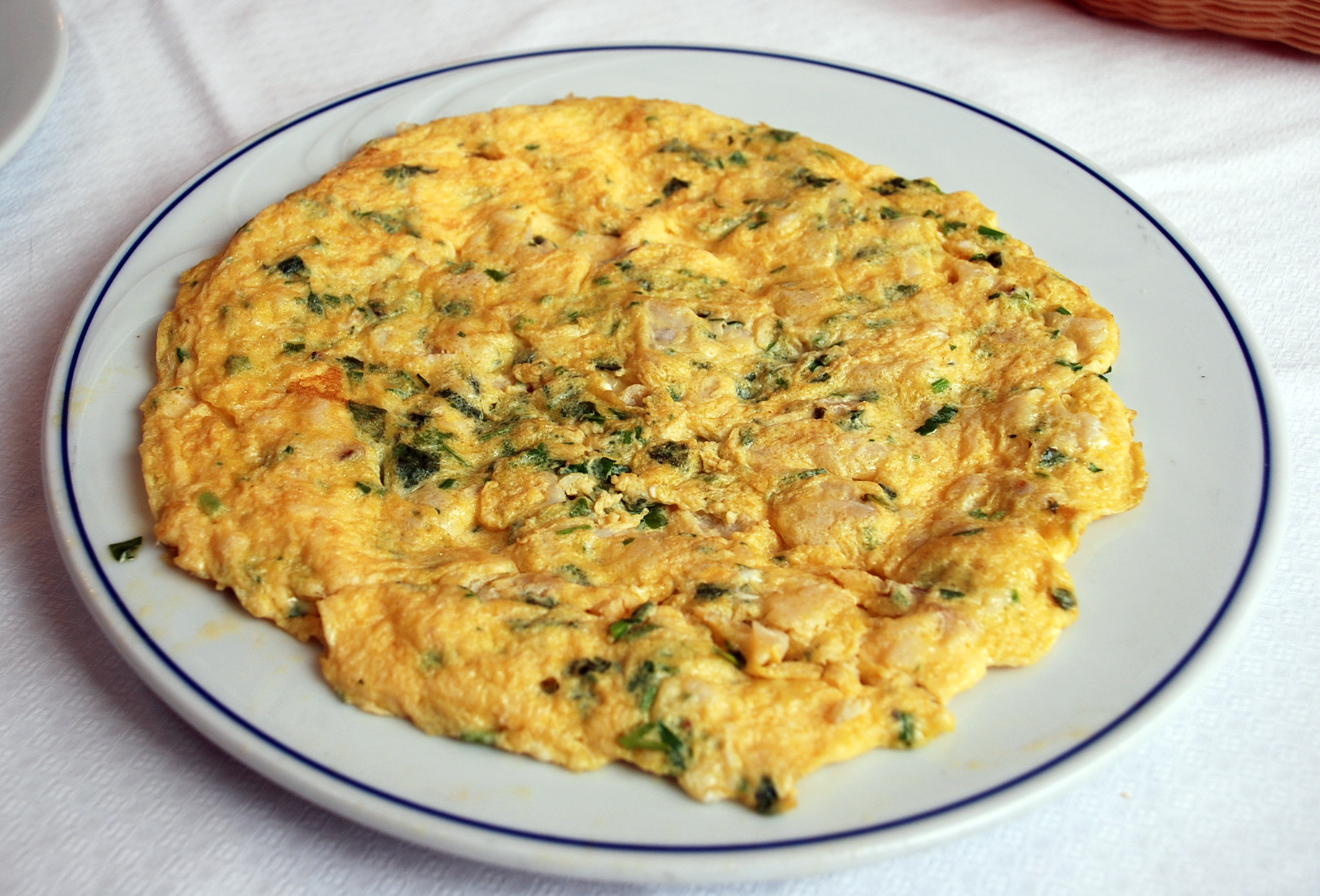

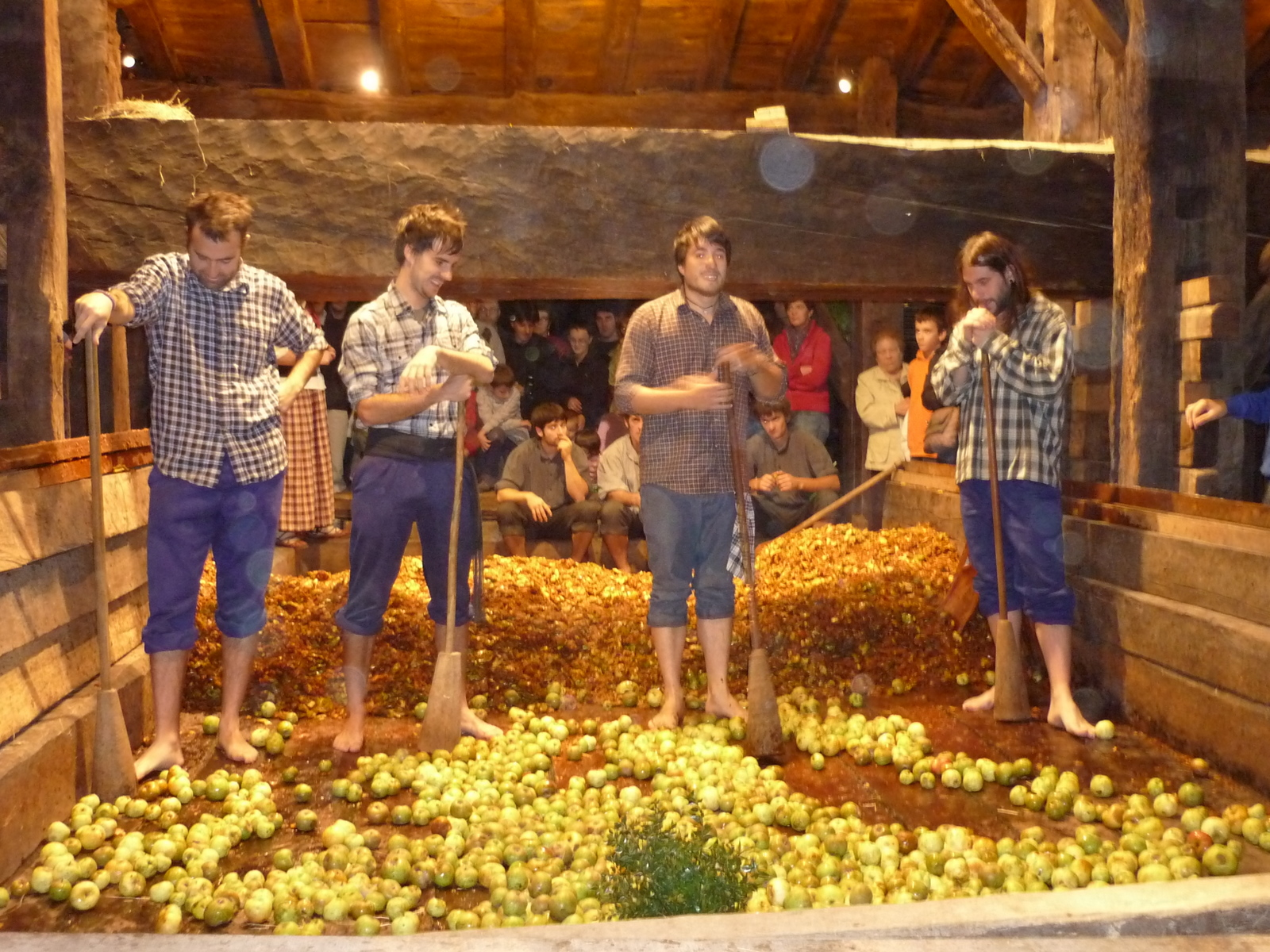

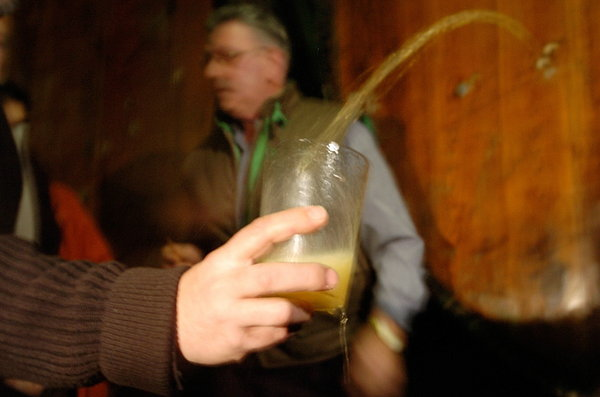

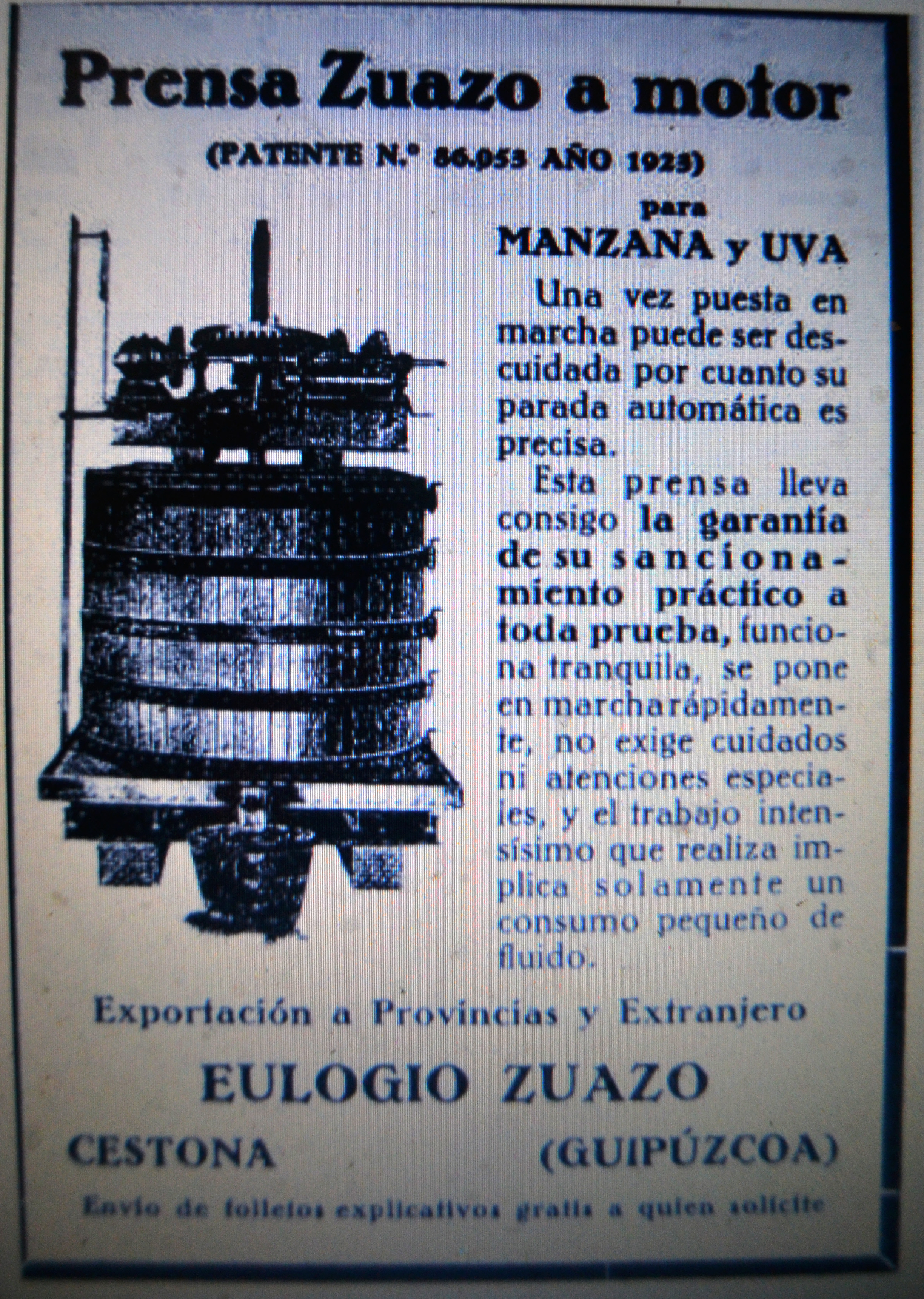

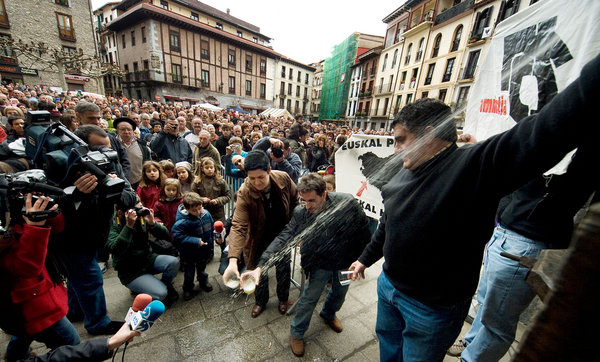